# Daniel Kimon
Pour les articles homonymes, voir Kimon.

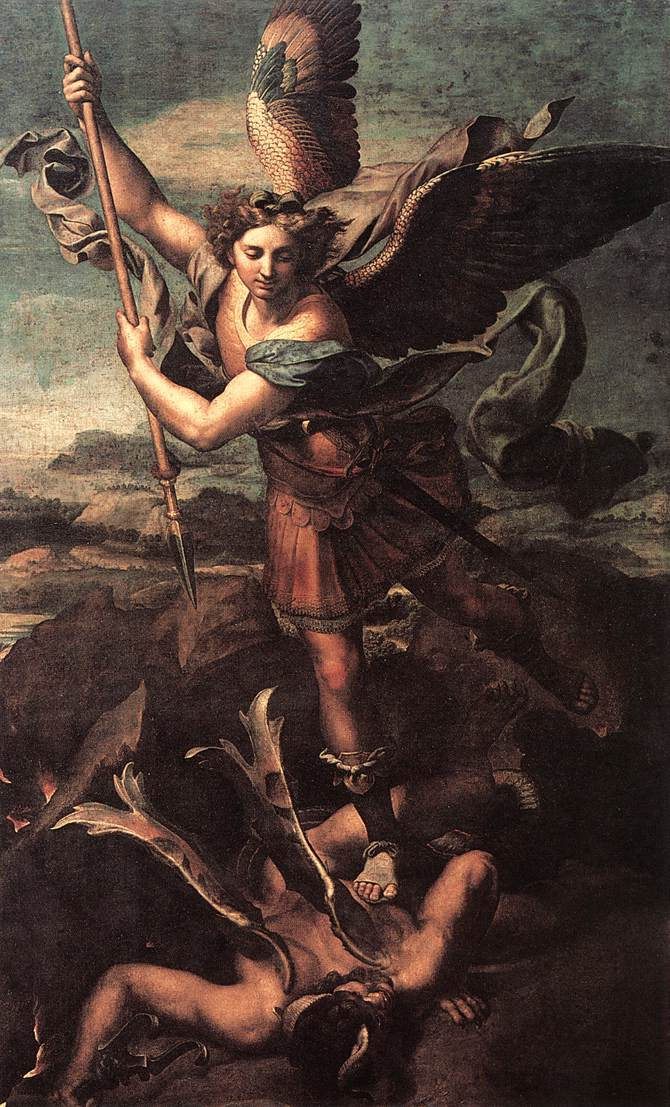
Saint Michel terrassant le démon, tableau que Kimon interprétait comme le « symbole de la guerre antijuive ».

Daniel Kimon (1860-1910) est le nom de plume de Kimon Demetriades, journaliste et essayiste nationaliste français connu pour son antisémitisme et son hostilité à l'islam.

## Biographie
D. Kimon est né à Constantinople, de nationalité grecque. Son nom de naissance est Kimon Demetriades. Venu en France comme son frère Patrocle Demetriades à l'âge de 17 ans, professeur de violon et 1er violon au théâtre des Arts de Rouen. Selon certains d'origine grecque,, ami d'Édouard Drumont, le docteur Kimon écrit des articles dans La Libre Parole, La Cocarde de Maurice Barrès et L'Antijuif de Jules Guérin.
En 1889, il fonde le Cercle antisémitique d'études sociales (CAES), rue de Richelieu, et donne des conférences à la Ligue antisémitique de Guérin. La même année, soit trois années après la sortie de la France juive, il publie un essai antisémite, La politique israélite: politiciens, journalistes, banquiers, le judaïsme et la France : étude psychologique.
Vers 1899, à la suite d'une polémique durant laquelle il mit en doute l'engagement antisémite de Raphaël Viau, pigiste à La Libre parole (que ce dernier abandonnera effectivement plus tard), Kimon se voit exclu de la Ligue antisémitique par Guérin, et cesse de faire parler de lui.
Il meurt le 21 juin 1910 à l'asile de Villejuif.

## Thèses
Dans son livre Pathologie de l'Islam, Kimon insiste sur la nature sémitique de l'Islam, religion monothéiste contre laquelle il appelle à l'envoi d'un corps expéditionnaire réduire en cendre les lieux saints, dont Constantinople et La Mecque. 

## Ouvrages
- La politique israélite: politiciens, journalistes, banquiers, le judaïsme et la France : étude psychologique, Savine, 1889 ;
- La Pathologie de l'Islam et les moyens de le détruire, chez l'auteur, 1897 (ici), rééd. La Diffusion du Lore, 2007 ;
- La Guerre antijuive, chez l'auteur, 1898 ;
- L'Influence juive produit l'automatisme général. Comparaison de quelques fortunes françaises contre de colossales fortunes juives, Ducrot, 1898 ;
- Rénovation hellénique, chez l'auteur, 1898 ;
- Israël : haine - mensonge - crime, non publié.